# Silex
Pour les articles homonymes, voir Silex (homonymie).
Le silex est une roche chimique siliceuse très dure formée par précipitation chimique et constituée de calcédoine presque pure et d'impuretés telles que de l'eau ou des oxydes, ces derniers influant sur sa couleur.

## Gisements

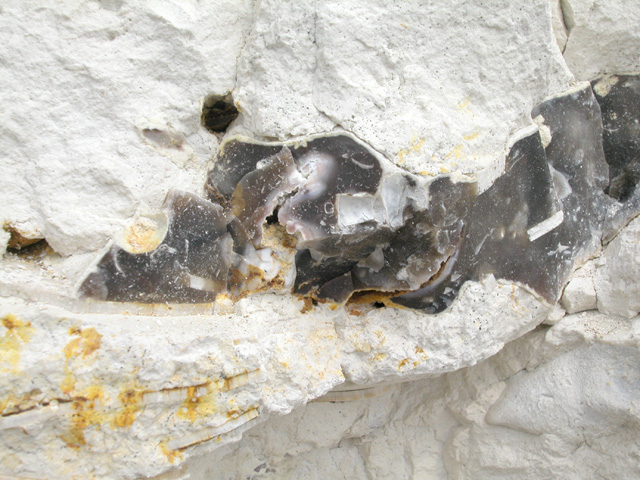
Détail d'une couche de silex dans la craie, montrant le cœur et le cortex de la concrétion.

Très abondant, le silex forme des accidents siliceux dans la craie ou dans le calcaire sous forme de nodules, et dans certains sols argileux (cf. argile à silex) généralement issus d'altérations de la craie. C'est le cas notamment en Haute-Normandie, en Champagne, en Picardie ou dans le Pas-de-Calais avec les sédiments quaternaires (cf. l'ancien diluvium) du plateau d'Helfaut.
Dans les gisements (cordon, plage de galets), on distingue généralement deux parties : un cœur (appelé aussi noyau ou nucleus) plus sombre, gris ou noir, et un cortex constitué de calcédonite microporeuse dispersant la lumière, ce qui lui donne une teinte plus claire.

## Formation
La formation du silex est un phénomène complexe. Il est généralement admis que cette roche se forme à partir d'eau de mer ou de lac saturée en silice hydratée, l'opale qui, par épigénèse, évolue chimiquement en calcédonite microporeuse, puis en calcédonite compacte et en quartz.
Ce phénomène peut se produire :
- soit en climat tropical, aux époques où les sols rouges ont subi une altération physique et chimique (météorisation) intense ;
- soit par la décomposition des exosquelettes siliceux d'organismes marins tels que du plancton[1] (dont diatomées) ou certaines éponges ;
- soit par des apports massifs de silice par la sédimentation océanique de cendres volcaniques lors d'épisodes éruptifs violents.

La silice précipite alors sur le lit des océans, sous forme d'agglomérats formant des nodules, ou en comblant les cavités laissées dans la craie (ou une autre forme de calcaire) et se cristallise en nodules.
Il semble que certains objets ou organismes aient pu contribuer à enclencher la cristallisation de certains silex. On trouve par exemple des fossiles d'éponge ou d'oursin au cœur de certains silex. Des discontinuités dans la boue (restes organiques, terriers tapissés de mucus, fissures ou fractures, zones à faible porosité) servent souvent de germes sur la paroi desquels la silice se met à cristalliser.

Dans cette hypothèse, le nodule en se formant — au cours d'une réaction autocatalytique lente — épigénise les calcaires environnants, c'est-à-dire que les molécules de carbonate de calcium sont remplacées une à une par des molécules de silice, sans changer la structure originelle de la roche ; ainsi le silex croît aux dépens du calcaire. Le phénomène de formation d'un nodule de silex s'arrête lorsque les dépôts de calcaire l'ensevelissent et le privent de l'apport en silice dissoute dans l'eau.
Les nodules de silex sont enveloppés d'une gangue plus ou moins épaisse nommée « cortex » et composée d'impuretés (dépôts organiques, etc.) repoussées vers l'extérieur lors de la croissance du silex.

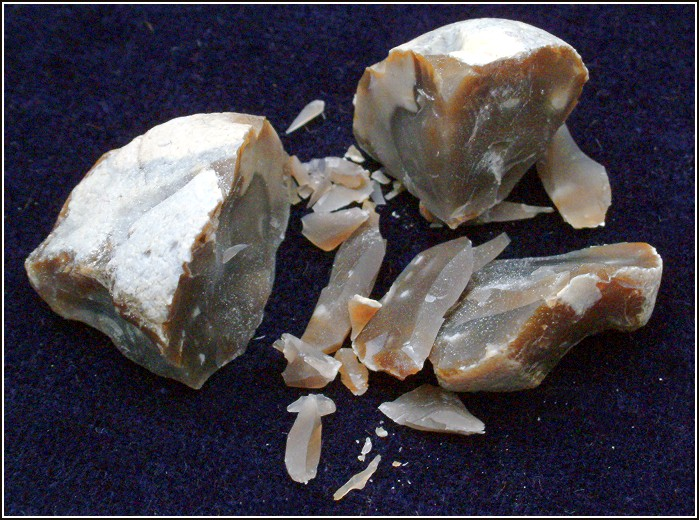
Fragments et éclats de silex. Ils sont coupants et cassants quand ils sont fins.
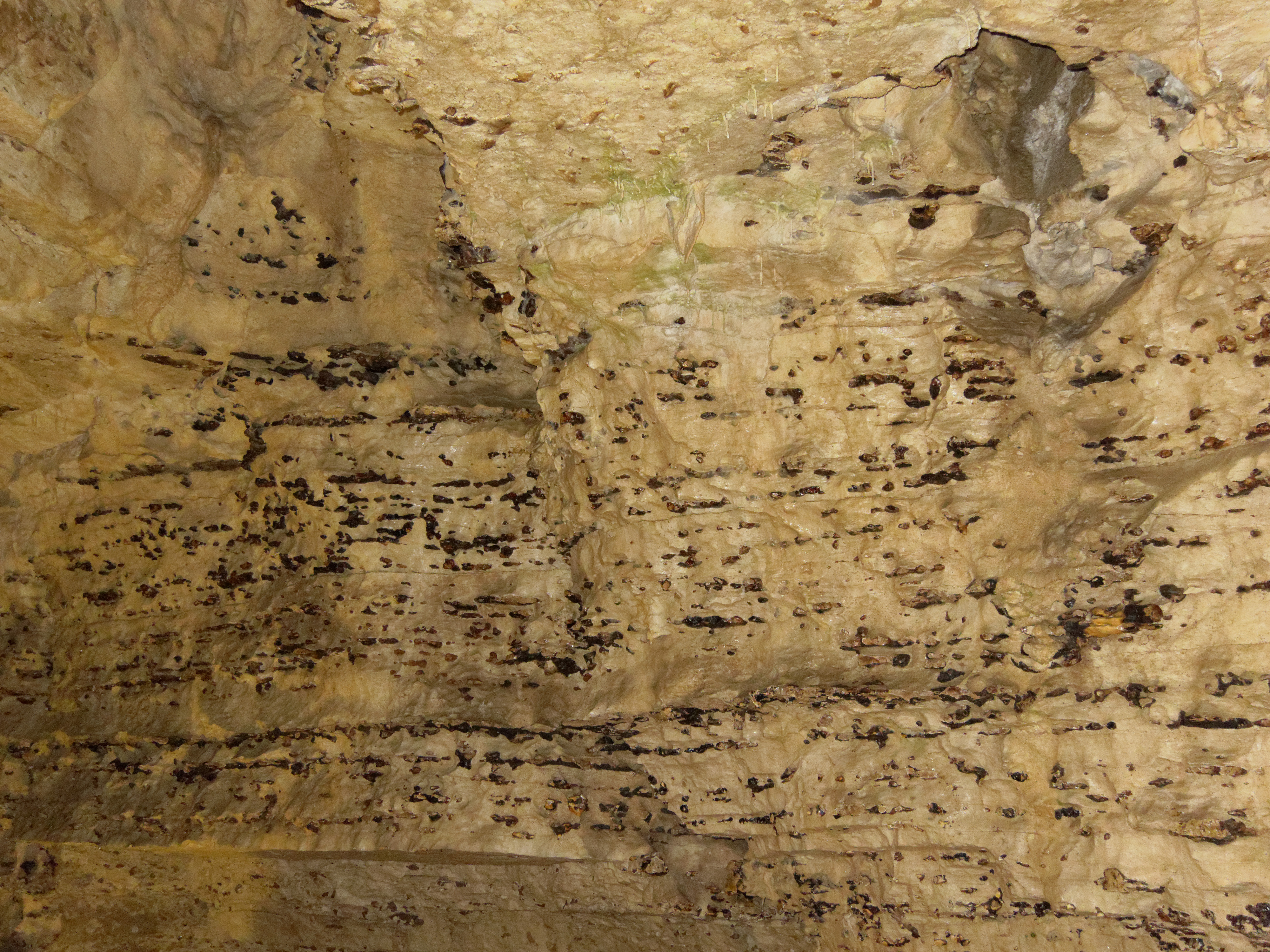
Affleurement de nodules de silex dans une paroi calcaire - Cuves de Sassenage.
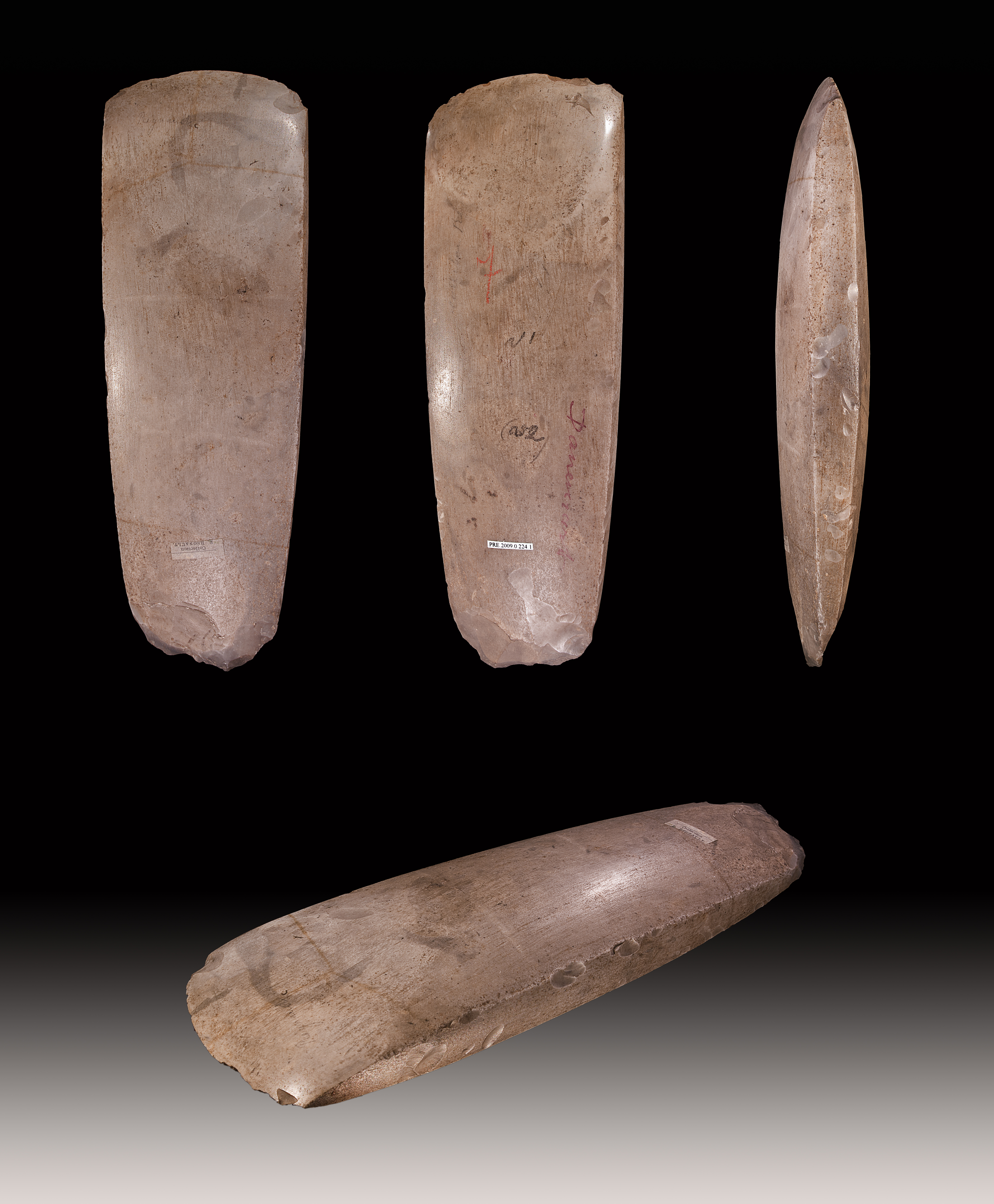
Hache taillée et polie en silex - Muséum de Toulouse.
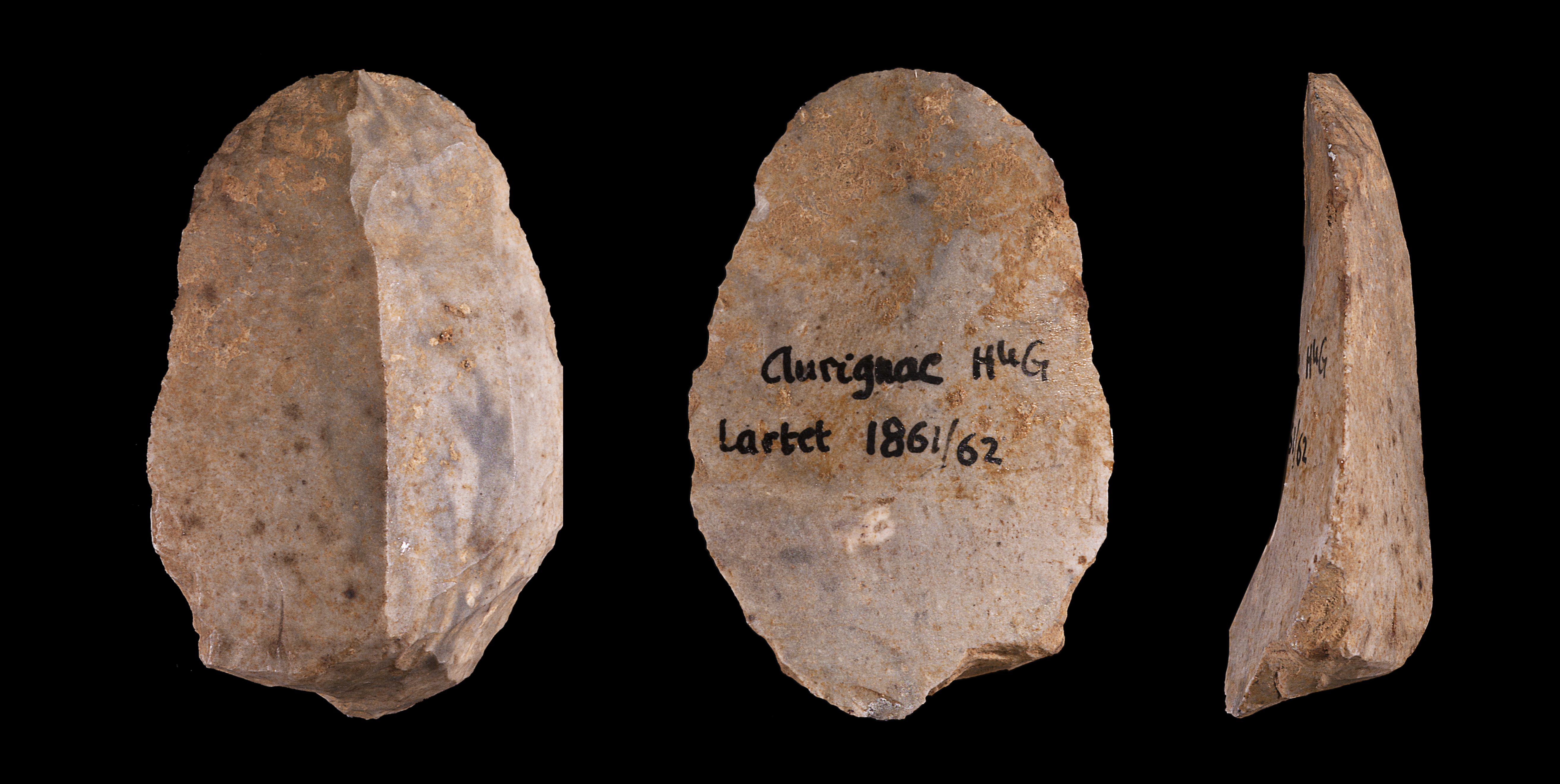
Grattoir en silex de l'Aurignacien - Muséum de Toulouse.

## Pétrographie
Le silex se présente soit en rognons, soit en lits continus, soit en veines recoupant la stratification. Sa densité est variable de 2,57 à 2,67 selon sa richesse en eau (opale). Sa couleur est variable : gris, blond, jaune chamois, rosé, brun-noir. Sa texture est fine et compacte, ce qui le distingue de la chaille.
Sa cassure est soit conchoïdale, lorsque les ondulations sont marquées, ou lisse, si elles ne le sont pas, soit esquilleuse dans le cas d'une présence de petites « écailles » provoquées par l'onde de percussion. Son éclat est luisant et son aspect corné.

## Utilisations

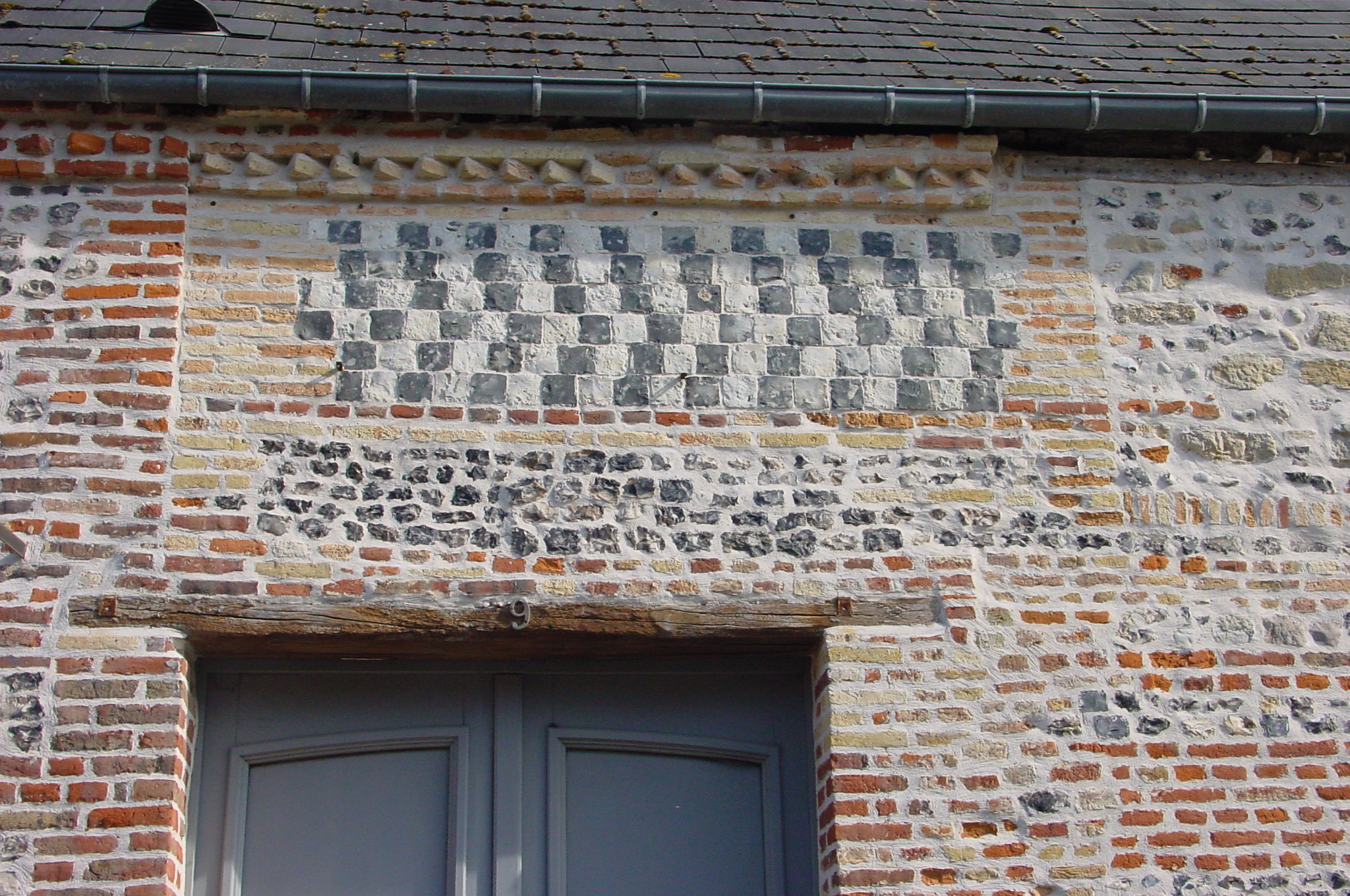
Le silex est marié à la brique pour créer des effets décoratifs à Saint-Valery-sur-Somme en France.

À cause de sa texture cryptocristalline (à l'origine de sa faculté de se fractionner selon des lois constantes et contrôlables, en formant des arêtes tranchantes : la cassure conchoïdale), de sa dureté et de sa présence ubiquiste, le silex a été utilisé tout au long de la préhistoire et de la protohistoire pour la fabrication d'outils et d'armes. 

Certains silex, traçables grâce à leurs fossiles associés (orbitoïdes, etc), sont utilisés comme marqueurs des déplacements des groupes préhistoriques, ; et des réseaux d'échanges se mettent en place durant la préhistoire pour tirer parti de certains gisements locaux ayant des propriétés particulières. Le gisement du Grand-Pressigny a ainsi fourni de longues lames exportées jusqu'en Suisse et en Belgique, tandis que la Bretagne a fourni des pointes de flèches en silex finement ouvragées.

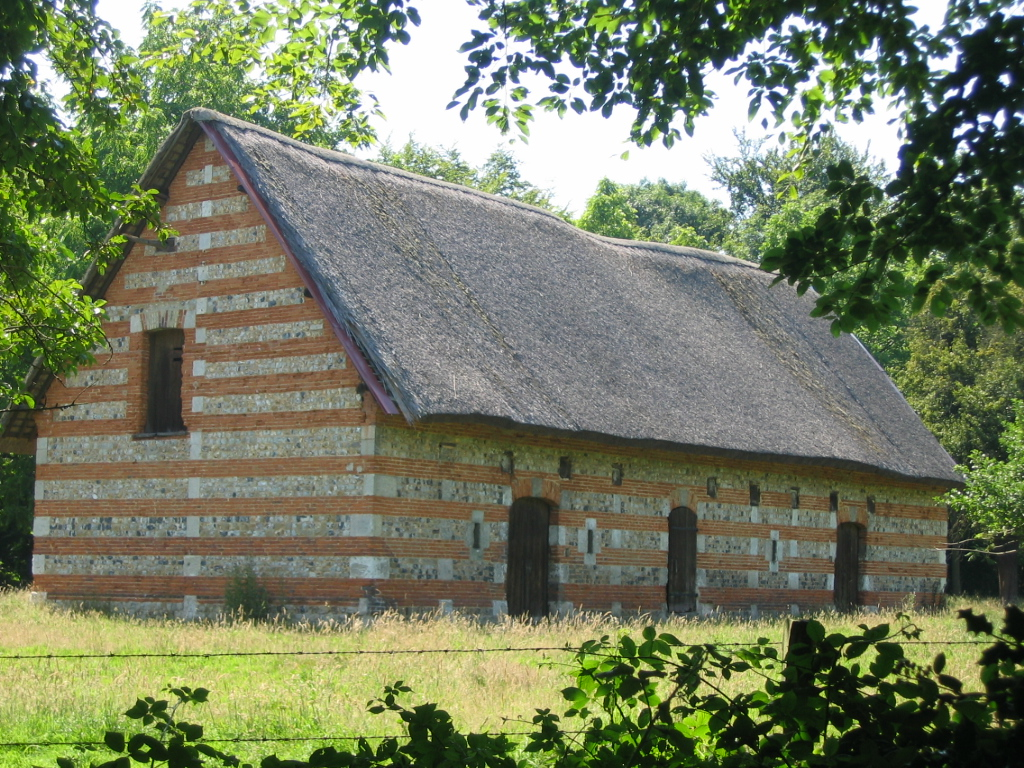
Ancienne étable cauchoise, alternant lits de briques et de silex.

Le silex a aussi été employé comme matériau de construction dans les pays à sous-sol crayeux dépourvus d'autres roches dures. C'est ainsi que les appareillages combinant rognons de silex et brique ont succédé au pan de bois dans les constructions rurales de Haute-Normandie (particulièrement dans le pays de Caux), dans une partie de la Picardie et du Vexin français, ainsi que, de l'autre côté de la Manche, dans tout le Sud-Est de l'Angleterre.
À partir du XVIIe siècle, pour les pierres à fusil on recherchait les silex blonds et translucides, à cassure lisse assez dure (pour produire de bonnes étincelles) mais pas trop dure (pour ne pas endommager les platines).  Ces silex particuliers sont présents dans plusieurs régions au substrat calcaire. Dans le sud-ouest du Bassin parisien, la profondeur de la veine de silex varie selon les endroits : assez profonde au Grand-Pressigny, elle se trouve entre 10 et 20 mètres de profondeur autour de Meusnes et Couffy. Les bancs géologiques qui contiennent ces silex sont généralement horizontaux, dans une terre crayeuse et marneuse, molle et gélatineuse. Les silex y sont couverts d'une croûte de 9 à 27 cm d'épaisseur, crayeuse, à la texture fine et très spongieuse, blanche, jaunâtre ou rougeâtre selon la couleur du silex qu'elle renferme.

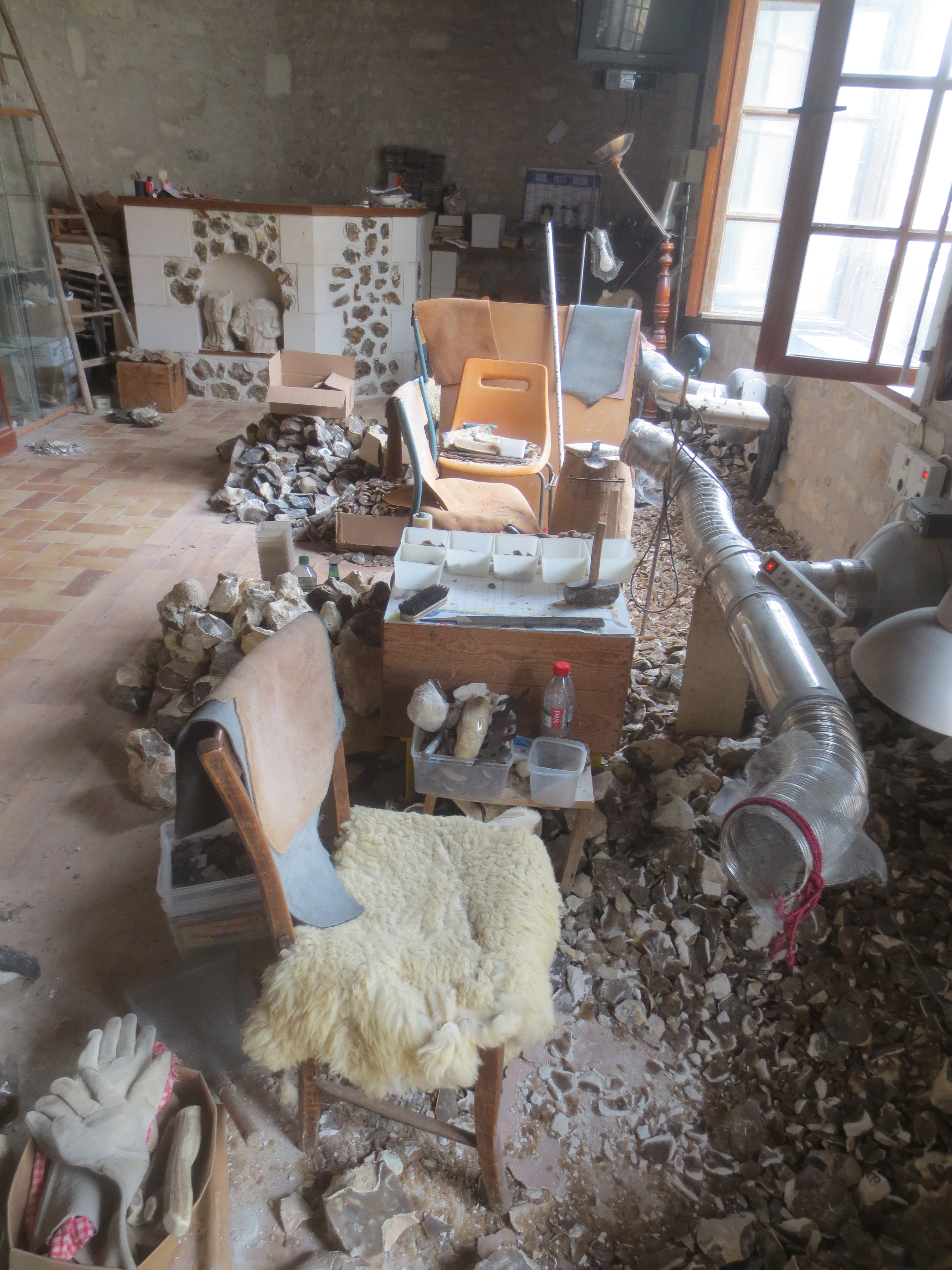
Musée de la pierre à fusil à Meusnes.

En raison de son taux élevé de silice, le silex possède des qualités physico-chimiques qui lui confèrent des propriétés de choix dans diverses applications : en raison de sa grande dureté (7 sur l'échelle de Mohs), il est utilisé en construction (pavage, dallage, granulats dans les couches de roulement des routes blocs de silex, pierre décorative, notamment comme galets polis), dans les broyeurs à boulets dans les activités industrielles des pâtes céramiques et la micronisation des minéraux (feldspath, zircon), ou dans la production de toiles et de papiers abrasif. La silice broyée du silex la fait utiliser dans la filtration des eaux potables, les techniques industrielles de nettoyage, les graviers d'alimentation pour l'aviculture. Sa résistance aux acides, aux bases, aux sels et aux hydrocarbures, ainsi que sa blancheur après calcination permet d'obtenir des produits haut-de-gamme pour charges minérales des peintures murales ou routières, des plastiques, des résines, des enduits, des colles et mastics,.
Plusieurs zones de production importantes sont connues en Europe, par exemple dans les Monts Lessins dans le nord de l'Italie, près du lac de Garde,, dans la région de Brandon en Angleterre ou encore en Bavière.
En France, dans le Loir-et-Cher, la production locale aurait débuté sur la commune de Couffy pour rapidement s'étendre aux alentours. Du XVIIe au XIXe siècle, Meusnes a été la capitale de la production de la « pierre à fusil »,. Dans son Encyclopédie, Diderot cite Meusnes en même temps que Couffy comme « les endroits de la France qui produisent les meilleures pierres à fusil, & presque les seules bonnes ». 
La production aurait atteint près de 40 millions d'unités au début du XIXe siècle.

### Le silex et le feu
La percussion d'un silex est aussi l'une des techniques de production de feu : frappés contre une roche riche en fer ou contre un morceau d’acier, les silex produisent des étincelles susceptibles d'être fixées par des matériaux tels que l'amadou. Du XVIIe au XIXe siècle, le silex, fixé sur une platine à silex, est utilisé en tant que percuteur pour les fusils.

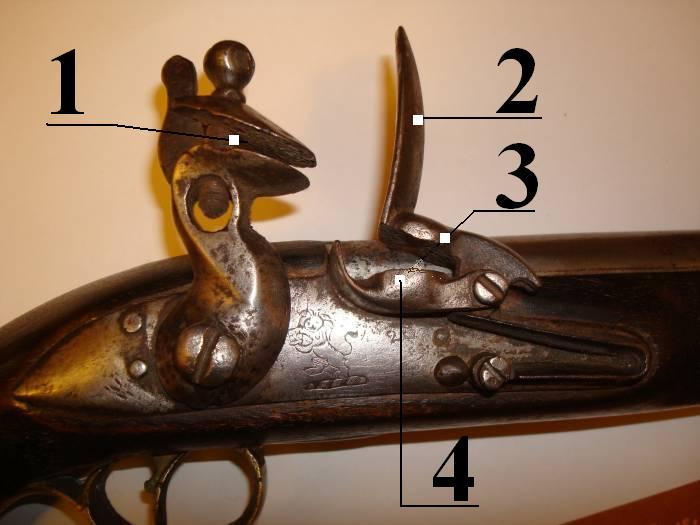
Platine à silex : 1=chien porte-silex ; 2=batterie ; 3=couvre-bassinet ; 4=bassinet.

Animation d'un déclenchement d'une platine à silex.

Sur le chien est fixé un morceau de silex (chaque pierre permet une quarantaine de coups). Lors de la pression sur la détente, le silex heurte fortement la lamelle de fer (appelée « batterie ») à la surface rugueuse, ce qui provoque une forte étincelle. En se soulevant, la batterie découvre le bassinet renfermant la poudre d'allumage. Un petit trou reliant le bassinet au canon, appelé la lumière, permet d'enflammer la poudre de tir.
Ce système est utilisé durant tout le XVIIIe siècle et connait son apogée sous l’ère napoléonienne. Il a pour avantage d'être plus fiable que la platine à mèche. Cependant, les ratés sont fréquents (environ un coup sur cinq).

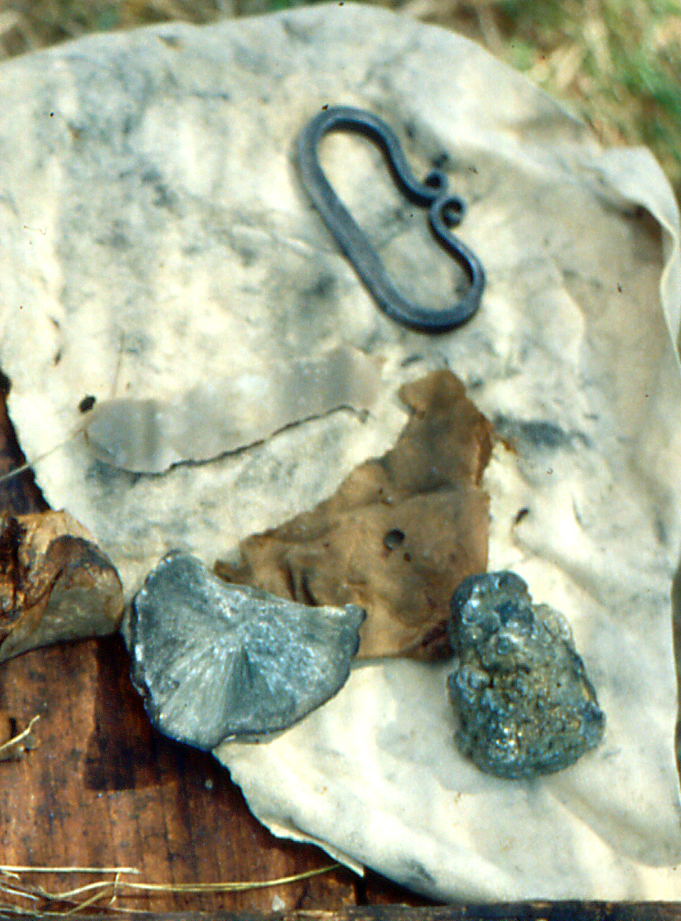
en bas : minerais de fer (pyrite, marcassite)
au-dessus : amadou
au-dessus : lame de silex utilisée pour percuter le minerai de fer
en haut : reproduction de briquet historique en acier.

Cependant, contrairement à une idée encore répandue, le choc de deux silex ne permet pas d'allumer un feu, car les étincelles produites ne sont qu'une simple émission de lumière due à la contrainte exercée sur les micro-cristaux de quartz qui forment le silex. Il s'agit d'un phénomène nommé triboluminescence, que l'on peut observer également en frottant deux morceaux de sucre dans l'obscurité. Le silex étant formé de silice, qui est un oxyde de silicium, il ne peut pas réagir chimiquement avec le dioxygène de l'air. Comme il n'y a pas de matière incandescente arrachée, aucun feu ne peut être allumé ainsi malgré les fugaces étincelles obtenues.
Le silex ne constitue donc qu'une pierre de frappe comme n'importe quelle autre, mais dans tous les cas c'est la roche ferreuse (idéalement un sulfure de fer, comme la marcassite ou la pyrite) qui provoque le feu, et pas le silex. Deux roches ferreuses provoqueront une étincelle incandescente, une roche ferreuse et un silex également, mais jamais deux silex.

## Calendrier républicain
- Dans le calendrier républicain, Silex était le nom attribué au 16e jour du mois de nivôse (11 janvier)[19].